# 若泽贡萨尔维斯-迪米纳斯
若泽贡萨尔维斯-迪米纳斯是巴西米纳斯吉拉斯州的一个市镇。总面积382.863平方公里，总人口4547人，人口密度11.9人/平方公里。